# Natopolka liściomirka
Natopolka liściomirka (Zeugophora subspinosa) – gatunek chrząszcza z rodziny Megalopodidae i podrodziny Zeugophorinae. Zamieszkuje palearktyczną Eurazję.

## Taksonomia
Gatunek ten opisany został po raz pierwszy w 1781 roku przez Johana Christiana Fabriciusa pod nazwą Crioceris subspinosa. W 1818 roku Gustav Kunze umieścił go w nowym rodzaju Zeugophora, dla którego stanowi gatunek typowy.

## Morfologia
Chrząszcz o ciele długości od 2,7 do 3 mm. Głowa jest czerwonawożółta z czarnymi oczami, punktowana stosunkowo mocno, acz nieszczególnie gęsto (rzadziej niż u Z. scutellaris), przy czym przez środek czoła biegnie wyraźny, wąski pas pozbawiony punktowania. Czułki są czerwonawożółte w części nasadowej i czarne w pozostałej. Czerwonawożółte przedplecze ma powierzchnię wyraźnie i gęsto punktowaną. Barwa tarczki i pokryw jest zawsze czarna. Kolor odnóży jest czerwonawożółty.
Larwa ma spłaszczone, żółto ubarwione ciało o zredukowanych odnóżach.

## Ekologia i występowanie
Owad ten zasiedla skraje lasów, zadrzewienia, nasadzenia przydrożne i parki, preferując stanowiska zacienione. Zarówno larwy, jak i postacie dorosłe są monofagicznymi fitofagami żerującymi na topolach, przy czym pewne doniesienia dotyczą osiki, a niepewne topól białej, czarnej i deltoidalnej. Aktywne osobniki dorosłe obserwuje się od kwietnia do czerwca i od sierpnia do września. Samice składają jaja w maju i czerwcu na spodzie liścia topoli w niewielkim dołku wygryzionym żuwaczkami, który potem zakrywają wydzieliną. Rozwój larw ma miejsce od czerwca do sierpnia. Wygryzają nieregularne, okrągławe chodniki, a często żerują grupowo tworząc na wierzchniej stronie liścia minę w postaci dużej, czarniawobrązowej łaty. Jesienią wyrośnięte larwy opuszczają liść przez szparę utworzoną na jego górnej powierzchni i schodzą do gleby, gdzie następuje przepoczwarczenie. Po przepoczwarczeniu chrząszcze pozostają w komorach poczwarkowych do wiosny lub opuszczają jeszcze glebę na jakiś czas, a zimują w ściółce, pod opadłym listowiem lub wśród mchów.
Gatunek palearktyczny. W Europie znany jest z Wielkiej Brytanii, Francji, Belgii, Holandii, Niemiec, Szwajcarii, Austrii, Włoch, Danii, Szwecji, Norwegii, Finlandii, Estonii, Łotwy, Litwy, Polski, Czech, Słowacji, Węgier, Białorusi, Ukrainy, Bułgarii, Serbii, Czarnogóry oraz europejskich części Rosji i Turcji. W Azji podawany jest z syberyjskiej i dalekowschodniej części Rosji, Kazachstanu i Mongolii. Na „Czerwonej liście gatunków zagrożonych Republiki Czeskiej” umieszczony został jako gatunek narażony na wymarcie (VU).